# Orós (álbum)
Orós é o quarto álbum de estúdio do cantor, compositor e instrumentista cearense Raimundo Fagner lançado pelo selo CBS em 1977. O nome Orós refere-se a cidade natal do compositor que fica Centro-Sul do estado do Ceará, onde Fagner passou boa parte de sua infância.
O disco retrata o bucolismo interiorano, à dureza das raízes pessoais, o drama da seca e o medo da chuva. O disco é um mergulho em suas origens interioranas, passeando pela linguagem peculiar nordestina e uma ênfase à sonoridade brasileira.
Os arranjos foram feitos pelo maestro alagoano Hermeto Pascoal,

## Faixas
1. "Cinza"
2. "Flor da Paisagem"
3. "Esquecimento"
4. "Romanza"
5. "Epigrama No. 9"
6. "Cebola Cortada"
7. "Orós"
8. "Fofoca"

## Músicos
- Raimundo Fagner (violões)
- Robertinho de Recife (guitarras, violas)
- Itiberê (baixo)
- Paulinho Braga (bateria, percussão)
- Aleuda (percussão)
- Chico Batera (percussão)
- Serginho (conga)
- Nivaldo Ornellas (sax)
- Márcio Montarroyos (trumpete)
- Claudio "Cacau" de Queiroz ( Flauta)
- Zé Carlos (Flauta)
- Dominguinhos (acordeon)
- Meireles (flauta)
- Mauro Senise (Flauta)
- André Dequech (violiono)
- Hermeto Paschoal (piano, percussão)
- Arranjos: Hermeto Paschoal
- Direção artística: Jairo Pires